# Everett H. Pratt
Everett H. Pratt Jr. (* 25. November 1943 in Covington, Newton County, Georgia; † 15. März 2017) war ein Generalleutnant der United States Air Force. Er war unter anderem Kommandeur der 19. Luftflotte (Nineteenth Air Force).
Über das ROTC-Programm der Emory University gelangte er im Jahr 1964 in das Offizierskorps der United States Air Force. In dieser durchlief er anschließend alle Offiziersränge vom Leutnant bis zum Drei-Sterne-General.
Im Lauf seiner militärischen Karriere absolvierte er verschiedene Kurse und Schulungen. Dazu gehörten unter anderem eine Ausbildung zum Kampfpiloten und weitere Fortbildungskurse als Pilot neuer Flugzeugtypen; die Squadron Officer School, das Air Command and Staff College und das Air War College, die sich alle auf der Maxwell Air Force Base in Alabama befinden. Außerdem erhielt er einen akademischen Grad von der Harvard University.
In seinen frühen Jahren als Offizier der Luftwaffe war er an verschiedenen Stützpunkten in den Vereinigten Staaten stationiert. Dabei war er als Pilot, Flugausbilder oder Stabsoffizier bei unterschiedlichen Einheiten tätig. Dazwischen absolvierte er die erwähnten Schulungen. Zwischen September 1966 und Juli 1967 und nochmals von März 1969 bis zum März 1970 war er als Kampfpilot im Vietnamkrieg eingesetzt. Bei beiden Einsätzen war er auf der Da Nang Air Base in Südvietnam stationiert und mit der 390. Kampfstaffel (390th Tactical Fighter Squadron) eingesetzt.
Nach zwischenzeitlich anderen Verwendungen in den Vereinigten Staaten erhielt Everett Pratt im März 1980 als Oberstleutnant das Kommando über die 13. Ausbildungsschwadron (13th Tactical Fighter Training Squadron), die auf der MacDill Air Force Base in Florida stationiert war. Dieses Amt bekleidete er bis Juli 1982. Daran schloss sich bis zum Juni 1983 sein Studium am Air War College an. Danach wurde er zum Stab im Hauptquartier der Air Force versetzt, wo er bis zum April 1985 in unterschiedlichen Funktionen tätig war.
Pratts nächster Auftrag führte ihn nach Japan. Auf der dortigen Misawa Air Base war er zwischen April 1985 und Juni 1987 zunächst Leiter der Stabsabteilung für Operationen und dann stellvertretender Kommandeur des 432. Kampfgeschwaders (432nd Tactical Fighter Wing). Anschließend erhielt er auf der Kunsan Air Base in Südkorea den Oberbefehl über das 8. Kampfgeschwader (8th Tactical Fighter Wing). Diese Aufgabe nahm er zwischen Juni 1987 und Juli 1988 wahr. Es folgte eine Versetzung zur Hickham Air Force Base auf Hawaii. Bis zum Juli 1989 übte er dort die Funktion des Generalinspekteurs im Hauptquartier der Pacific Air Forces aus.
Nach dem Ende seiner Zeit bei den Pacific Air Forces wurde er zur Langley Air Force Base in Virginia beordert. Bis zum Juni 1991 gehörte er dort in unterschiedlichen Funktionen dem Stab des Tactical Air Commands an. Danach leitete er auf der Randolph Air Force Base in Texas bis zum Mai 1992 die Stabsabteilung für Operationen und dann bis zum Mai 1993 die Stabsabteilung für Planungen und Bedarf beim damaligen Air Training Command aus dem wenig später der Air Education and Training Command hervorging.
Am 1. Juli 1993 übernahm Everett Pratt ebenfalls auf der Randolph AFB das Kommando über die gerade reaktivierte 19. Luftflotte. Dieses Amt bekleidete er bis zum 27. Oktober 1994 als Nicholas B. Kehoel seine Nachfolge antrat. Sein letzter militärischer Auftrag führte ihn nach Deutschland. Auf der Ramstein Air Base übernahm er das Amt des stellvertretenden Kommandeurs der United States Air Forces in Europe. Diesen Posten bekleidete er bis zu seiner Pensionierung im August 1997.
Während seiner aktiven Zeit als Militärpilot absolvierte er über 4000 Flugstunden auf verschiedenen Flugzeugtypen.
Nach seiner Pensionierung wurde Everett Pratt als Berater für die Flugindustrie (aviation industry) tätig. Zwischen 2002 und 2008 gehörte er dem Vorstand der Firma Northrop Grumman an. Zu den von ihm beratenen Unternehmen gehörten auch die Firmen Boeing und Lockheed. Außerdem engagierte er sich in einigen Veteranenvereinigungen. Er starb am 15. März 2017.

## Daten der Beförderungen
| Abzeichen | Rang               | Jahr             |
| --------- | ------------------ | ---------------- |
|           | Second Lieutenant  | 10. Juli 1964    |
|           | First Lieutenant   | 30. März 1966    |
|           | Captain            | 30. März 1968    |
|           | Major              | 1. April 1976    |
|           | Lieutenant Colonel | 1. Dezember 1979 |
|           | Colonel            | 1. Dezember 1983 |
|           | Brigadier General  | 1. Januar 1990   |
|           | Major General      | 1. August 1992   |
|           | Lieutenant General | 29. Oktober 1994 |

## Orden und Auszeichnungen
Everett Pratt erhielt im Lauf seiner militärischen Laufbahn unter anderem folgende Auszeichnungen:
- Air Force Distinguished Service Medal
- Silver Star
- Legion of Merit
- Distinguished Flying Cross
- Meritorious Service Medal
- Air Medal
- Air Force Commendation Medal